# Challenger Britania Zavaleta 2007
Il Challenger Britania Zavaleta 2007 è stato un torneo di tennis facente parte della categoria ATP Challenger Series nell'ambito dell'ATP Challenger Series 2007. Il torneo si è giocato a Puebla in Messico dal 19 al 25 novembre 2007 su campi in cemento.

## Vincitori

### Singolare
Leonardo Mayer ha battuto in finale  Dawid Olejniczak per 6–1, 6–4.

### Doppio
Raphael Durek /  Dawid Olejniczak hanno battuto in finale  Bruno Echagaray /  Santiago González per 6–2, 7–6(6).